# 寒風山 (秋田県)
寒風山（かんぷうざん）は、秋田県男鹿市にある成層火山。標高355 m。山頂部は滑落で2つに分かれている。男鹿三山の一つとして数えられる場合もある。

## 概要
寒風山は古くは、妻恋山（つまこいやま）あるいは羽吹風山とも呼ばれていた。菅江真澄は『男鹿の秋風』で、これは男鹿という地名から牡鹿の「妻恋」から名付けたのではないかとしている。山頂には八尺ほどの九輪の石塔があり、1804年に菅江真澄によって絵が描かれたが、1810年の羽後地震によって崩壊している。この塔は加賀の船頭がこの近海で暴風雨にあい、富山の神霊に祈り助かったことから建てられたとされている。この塔が建っていたため寒風山は塔の峰とも呼ばれ、山頂付近は薬師山、薬師長根とも呼ばれる。山頂付近には、五箇条の御誓文を石に刻んだ誓いの御柱がある。また、付近には地震塚がありここには5つの石碑がある。1810年の羽後地震や天保の大飢饉で死亡した人々を祀ったものである。また、1939年の男鹿地震被害者も供養している。
山頂北西には大噴火口があり南西には小噴火口がある。小噴火口には火口由来の風穴がある。エゾヒョウタンボクは秋田県ではここでしか見つかっていない風穴植物である。エゾヒョウタンボクは東北地方では青森県黒石市の黒森山、岩手県の天狗森の夏氷山風穴や、安家森、七時雨山、六角牛山、宮城県では三方牛山の風穴地帯でしか発見されていない植物である。このほか、タカネナデシコなどの風穴植物の生育も見られる。岩木山の種薪苗代から鳳鳴ヒュッテの間には風穴がある。この風穴は男鹿半島に繋がっているという伝説がある。
大噴火口内の南西部には「鬼の隠れ里」（石倉）と呼ばれる巨石が積み重なった所がある。岩屋の中に男鹿の鬼が住んでいたとの伝説が残っているが、これは溶岩ドームが崩落したものと考えられている。岩屋の上には穴があき、そこから水がわき出て日照りの時にも水が絶えない岩があり、弘法大師（空海）が穴を開けたとされ、「弘法の硯石」と名前がつけられている。大噴火口の縁北側より「溶岩じわ」と呼ばれる溶岩流の表面にできた地形がみられる。ここからは大噴火口全体を見渡せる。これを「板場の台」という。大噴火口（第一次噴火口）は京ノ町という所にある。この京ノ町という所にその昔民家が多数あって、まるで京都の町のように賑やかであったというのでそこを京ノ町という。
小噴火口を取り巻く峰は蛇越（じゃこし）長根と言われる。小噴火口内部には昔、古玉の池という池があり、そこに身を投げたお玉という村娘が大蛇に変身し、古玉の池が干上がったため、尾根を越えて西にある新珠池(玉の池)まで移動したという伝説からその名がある。登山道には大蛇が通った跡だとされる大小の石や岩がある。蛇越長根の山頂は姫ヶ岳（337 m）と言われ、石川理紀之助の歌碑が立っている。寒風山山頂と姫ヶ岳はもともと一体であったが、大きな地滑りによって現在の位置に移動したと考えられている。小噴火口内部には風穴があり、穴からは冷たい風が吹いている。
蛇越長根の西南の谷を「龍の馬谷」と言い、秋田実季が脇本城の安東修季を攻める際に、本道を避けて八郎潟の浅瀬を渡りこの谷まで忍んで行軍し、安東修季を破ったとする伝説がある。
姫ヶ岳と寒風山の間には駐車場があり、ここが妻恋峠と言われる。妻恋峠から寒風山方向への道路のカーブしている部分に小さな窪地がある。これが妻恋峠火口である。

## 地質

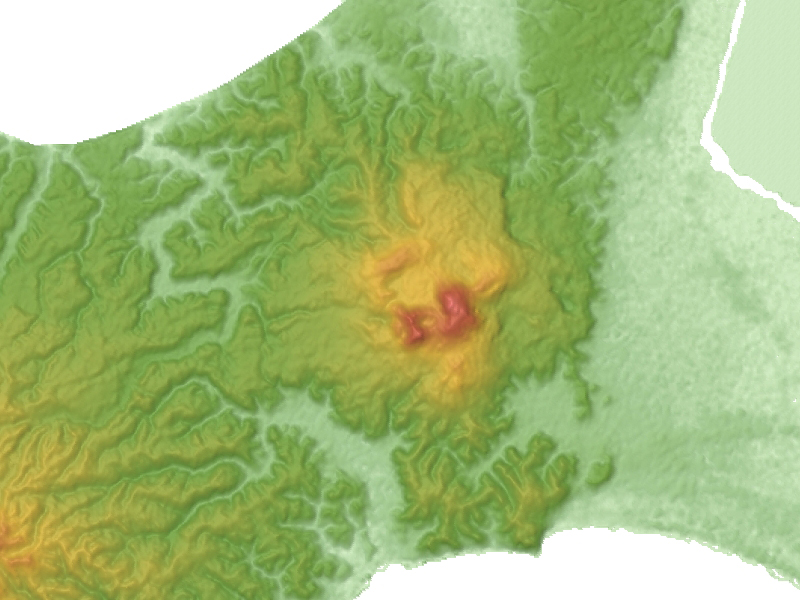
寒風火山の地形図

3万年以降に活動開始した。大部分の溶岩は2万年以降に噴出したようである。寒風山の活動の中心には、かつて淡水の湖があり、そこに噴出した寒風山の初期の溶岩流は湖水に流入し、湖成層と複雑に互層している。偽ピロー・水中火砕流・スパイラクルなどが見られる。溶岩は安山岩が主体で、少量の玄武岩を伴い、普通輝石（オージャイト）・紫蘇輝石（ハイパーシン）・磁鉄鉱・かんらん石・普通角閃石（ホルンブレンド）などの有色鉱物斑晶が見られる。2,700年前には火砕流が発生したが、地震活動や噴気活動などマグマの動きや噴火の兆候がまったくないため、気象庁の指定する活火山には含まれていない。
山麓では安山岩の採石が行われている。

## 嘘の噴火記録と大地震
寒風山は1810年に噴火した、という江戸幕府に提出された文書が残っている。しかし、この文書には被害や噴火の詳細がまったく書かれておらず、噴火の堆積物も見つからないため、農作物の被害を水増し申告するための布石として、江戸の久保田藩邸において創作し、江戸幕府に提出したものと考えられている。
ただ、1810年には大地震が寒風山付近で発生している。この年、5月頃から鳴動があり、8月始めからは八郎潟の水の色が変化し、ボラが多く死亡した。7月中旬頃からは地震が頻発し、8月25・26日頃には日に70回程度の地震が起きていた。9月25日にはM6.5と想定される大地震が発生した。寒風山を中心に被害が発生し、山崩れが多く地割れより泥が噴出した。被害は死亡者が57名（163名とも）、負傷者116名、全壊1,003棟、半壊400棟、大破387棟、焼失5棟(『北家御日記』)であった。男鹿市北浦の温泉湧出が止まり、八郎潟の西岸の松木沢と払戸間が約1 m隆起した。現能代市の浜浅口と黒岡両村で全壊6棟であった。寒風山の山頂付近の地震塚には「変死亡霊供養塔」が建てられた。
菅江真澄はこの地震を滝川村で経験し、大地震前後の詳細な状況を『牡鹿の寒かぜ』に記録し、大地震直後の寒風山東麓を巡っている。

## 観光
芝生に覆われた山肌と、近隣に障害物がないことから、パラグライダーが盛んに行われている。また山頂には1964年に建てられた回転展望台や八郎潟の資料館が設置されており、秋田県道55号入道崎寒風山線が通るなど、男鹿市を代表する観光地に位置づけられている。
1969年には、昭和天皇、香淳皇后の来県に合わせ、回転展望台が行幸啓先の一つとなった。
回転展望台の館内は1階がお土産品売店、レストラン、2階が展示ホールになっており八郎潟干拓当時の写真等を紹介し、3階は男鹿半島の歴史・自然・地理にまつわる標本・文物を紹介する資料展示室となっている。4階は約13分間で一回転する回転展望台で、大潟村、鳥海山、入道崎と360度の大パノラマを満喫できる。寒風山回転展望台のロータリー内には世界三景「寒風山」の看板が設置されている。地理学者志賀重昂が大正2年(1913年)9月に寒風山を訪れ、世界三景と賞されるほど風光明媚な山として紹介したとされる。世界三景とは、アメリカのグランドキャニオン、ノルウェーのフィヨルド、寒風山だと言われている。志賀は、主著「日本風景論」で寒風山を以下の様に表現している。「山頂に円形なる旧火口あり、周囲一里あまり、全山輝石 安山岩より成る、沿岸は、日本海の怒浪岩石を撃ち、風光の跌宕なる東北に冠絶」と最大限の賛辞をもって紹介している。世界三景には異なる説もある。初代男鹿市長の中川重春が寒風山からの眺めは、ナポリやブエノスアイレスと比しても劣らないと賞賛したことにより元琴湖会が標柱を立てたとの説もある。
2011年には男鹿半島が男鹿半島・大潟ジオパークとして日本ジオパーク委員会より、日本ジオパークに認定された。寒風山は、そのジオサイトの一つである。

## 放送・通信設備
男鹿半島を見渡せる立地の良さから、警察庁寒風山無線中継所、その他業務無線局が設置されている。

## 秋田県内の同一地名
秋田県内には男鹿市のほかに大仙市にも寒風山（標高357 m）が存在する。

## ギャラリー

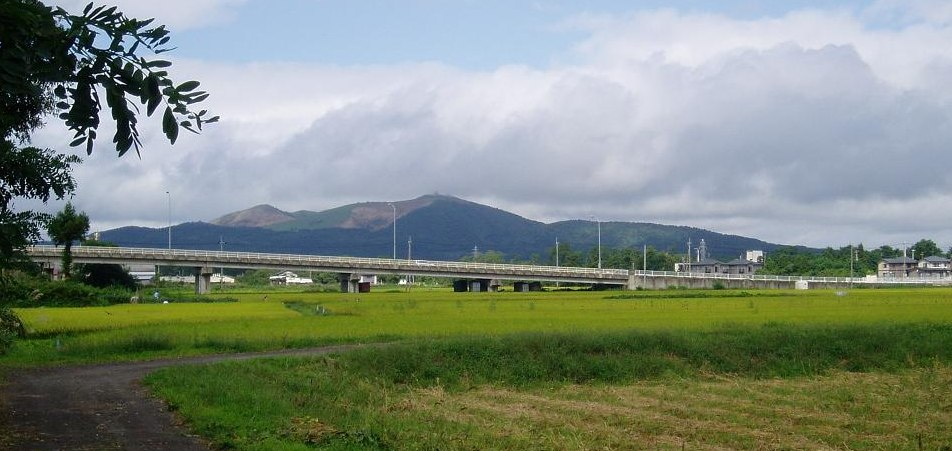
南東から
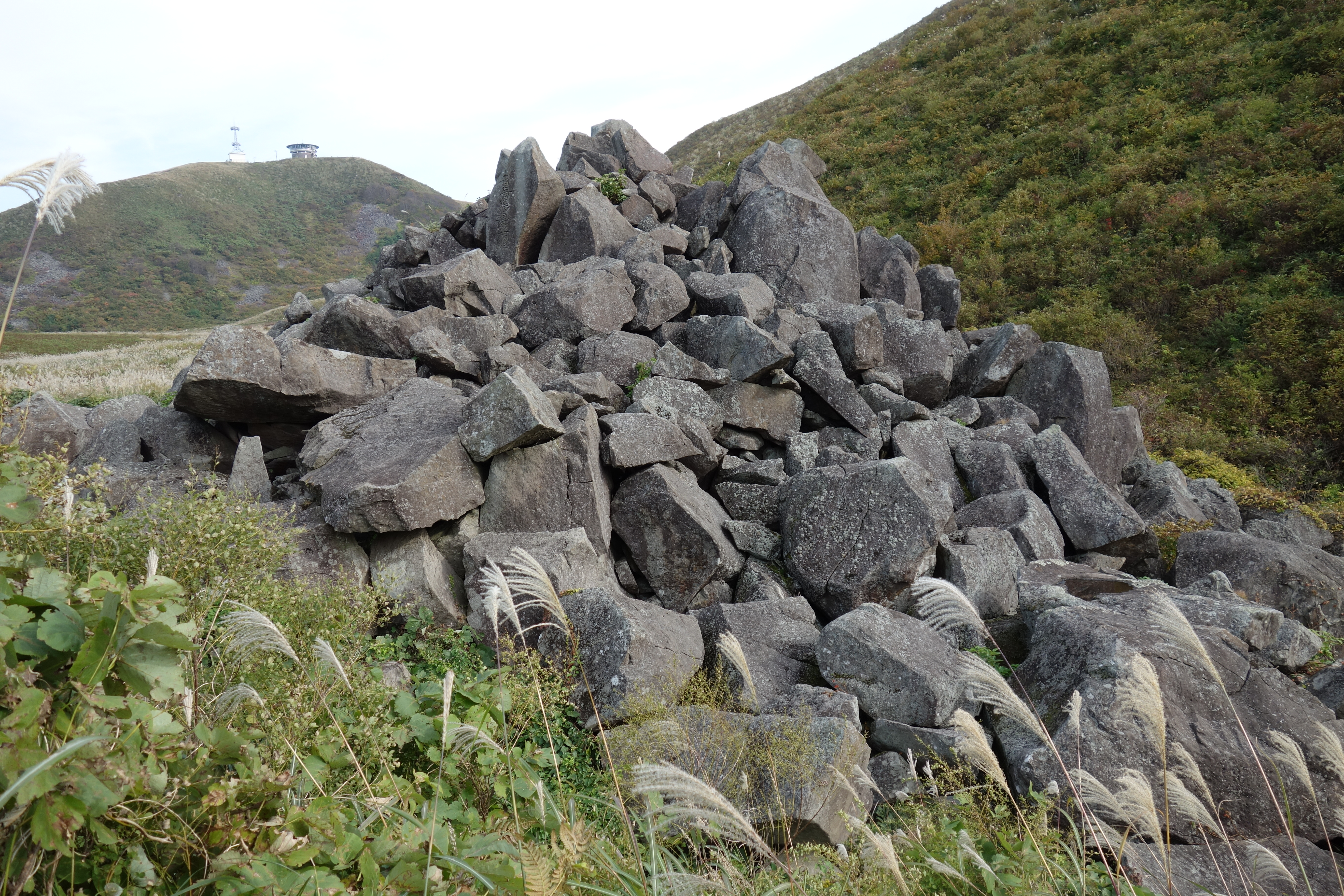
鬼の隠里 経文が書かれている石が弘法大師の石碑 右方の水がたまっている石が弘法大使の硯石
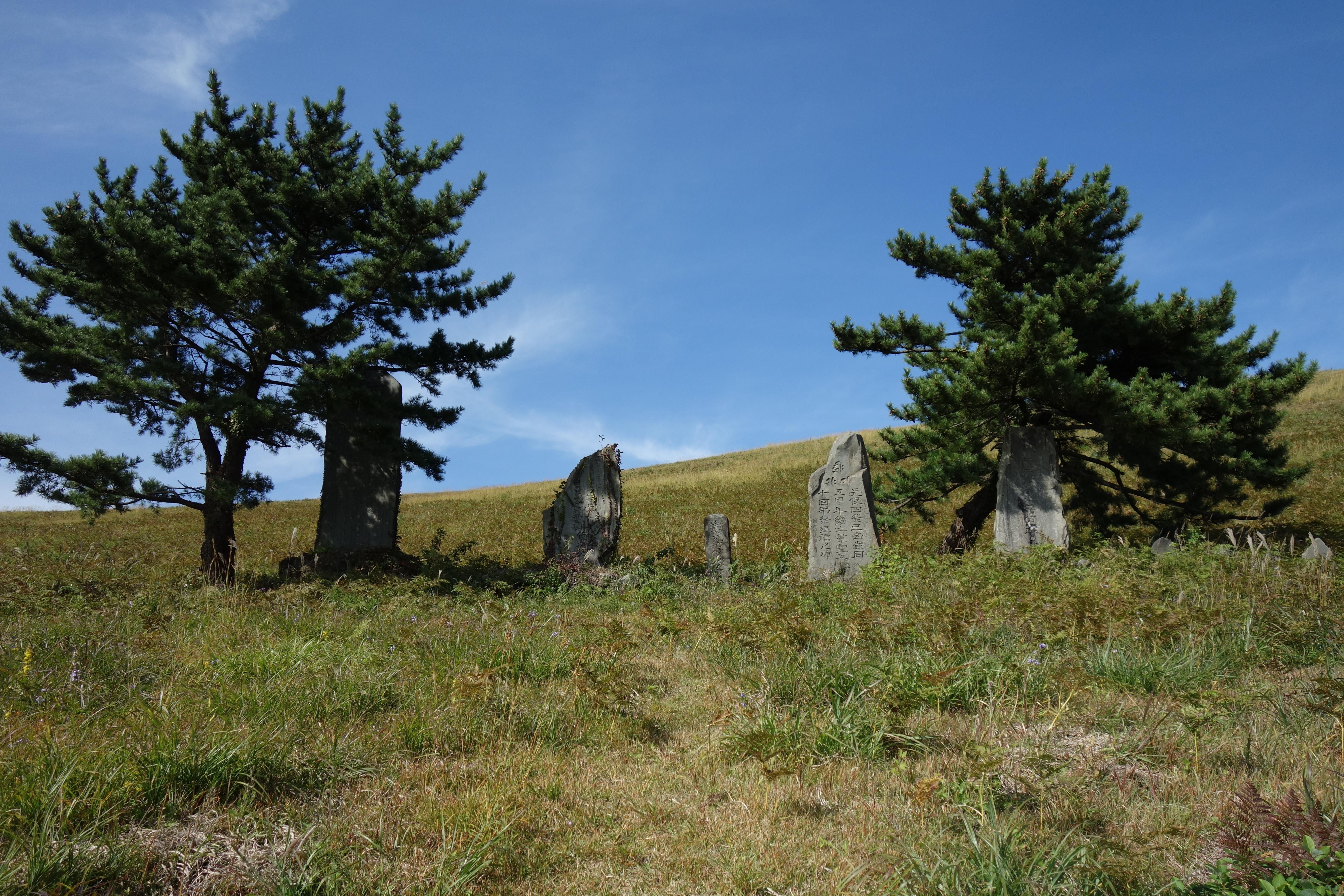
地震塚
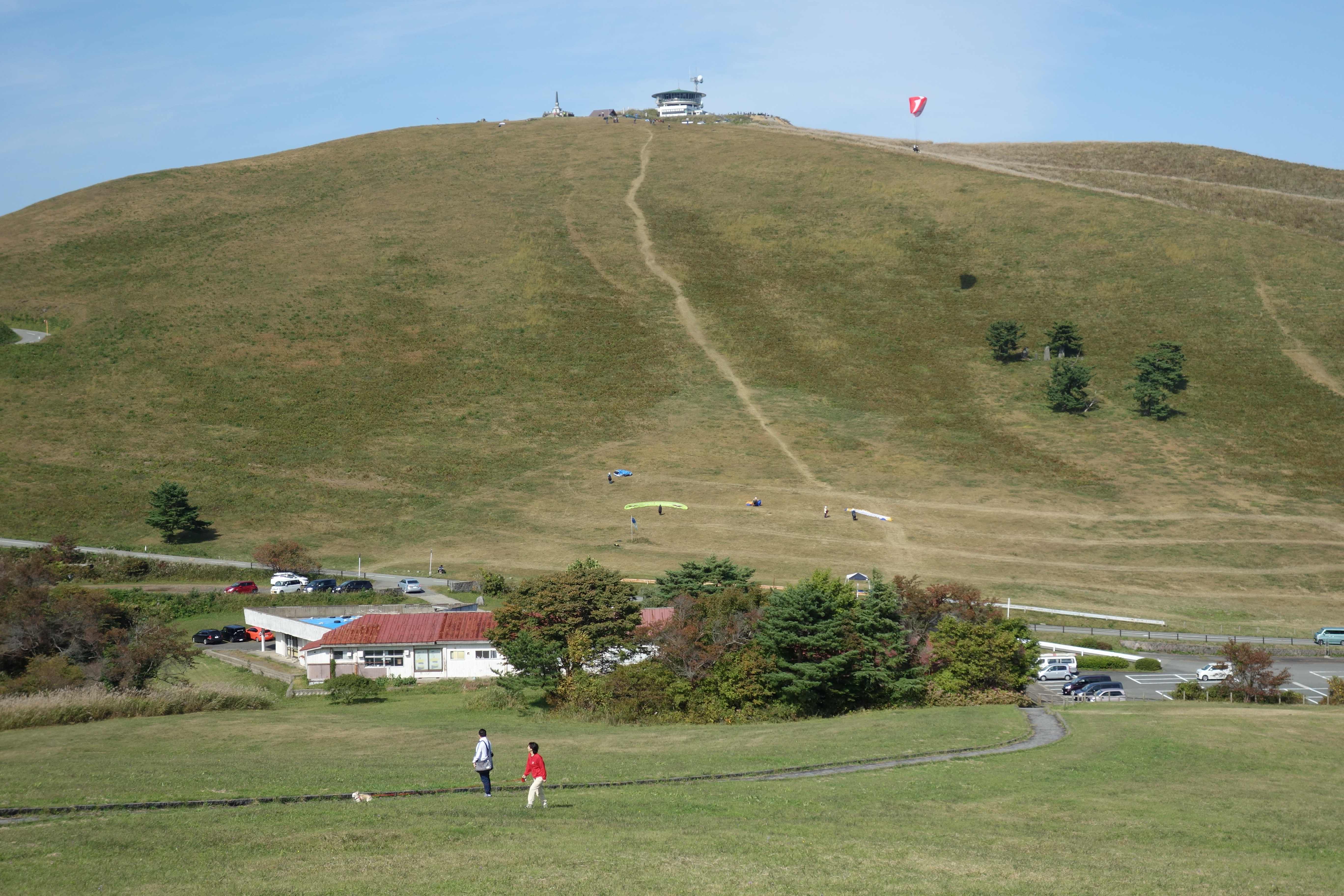
南方の小展望台より望む寒風山 右方の坂の途中にあるのは地震塚
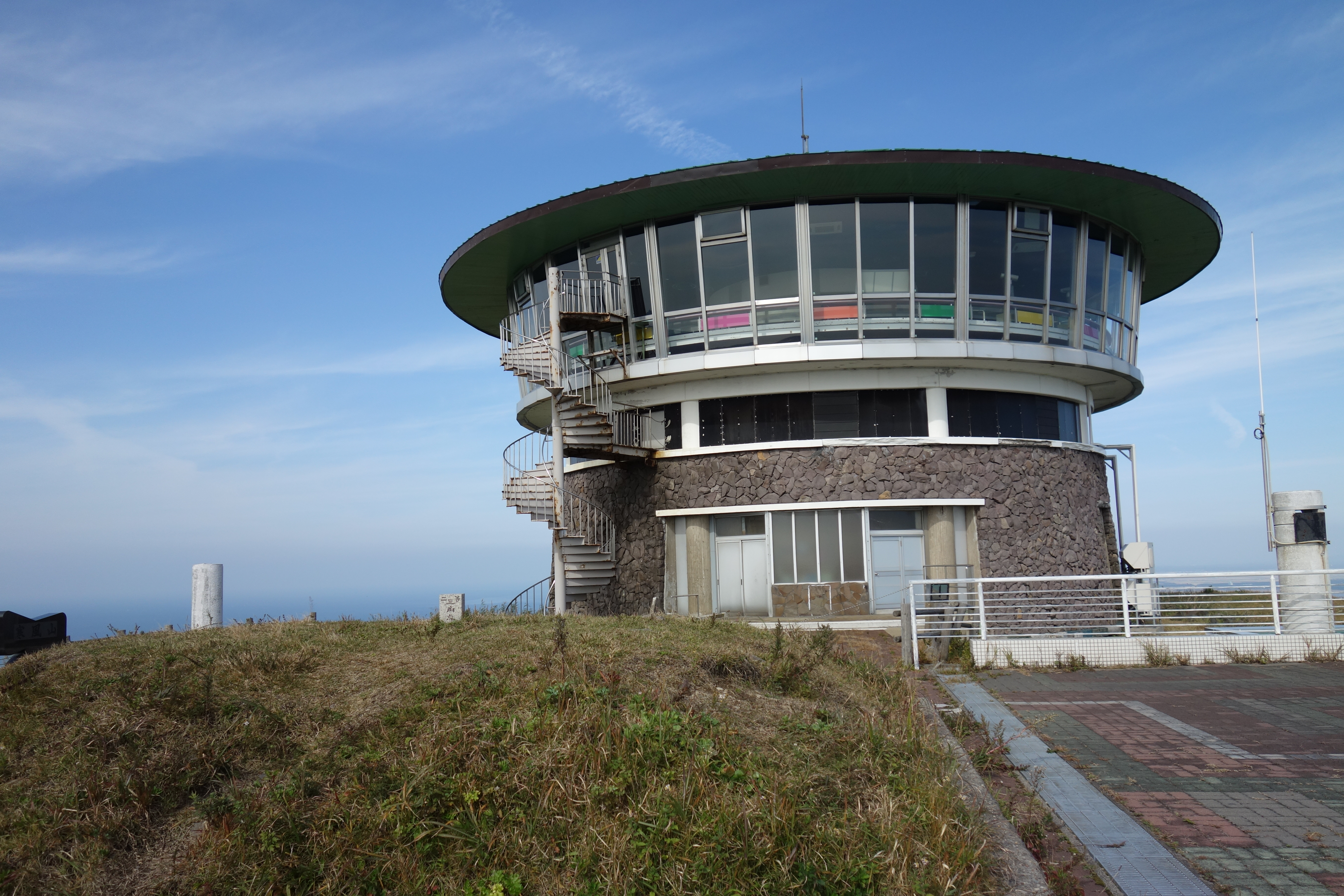
寒風山回転展望台と山頂三角点
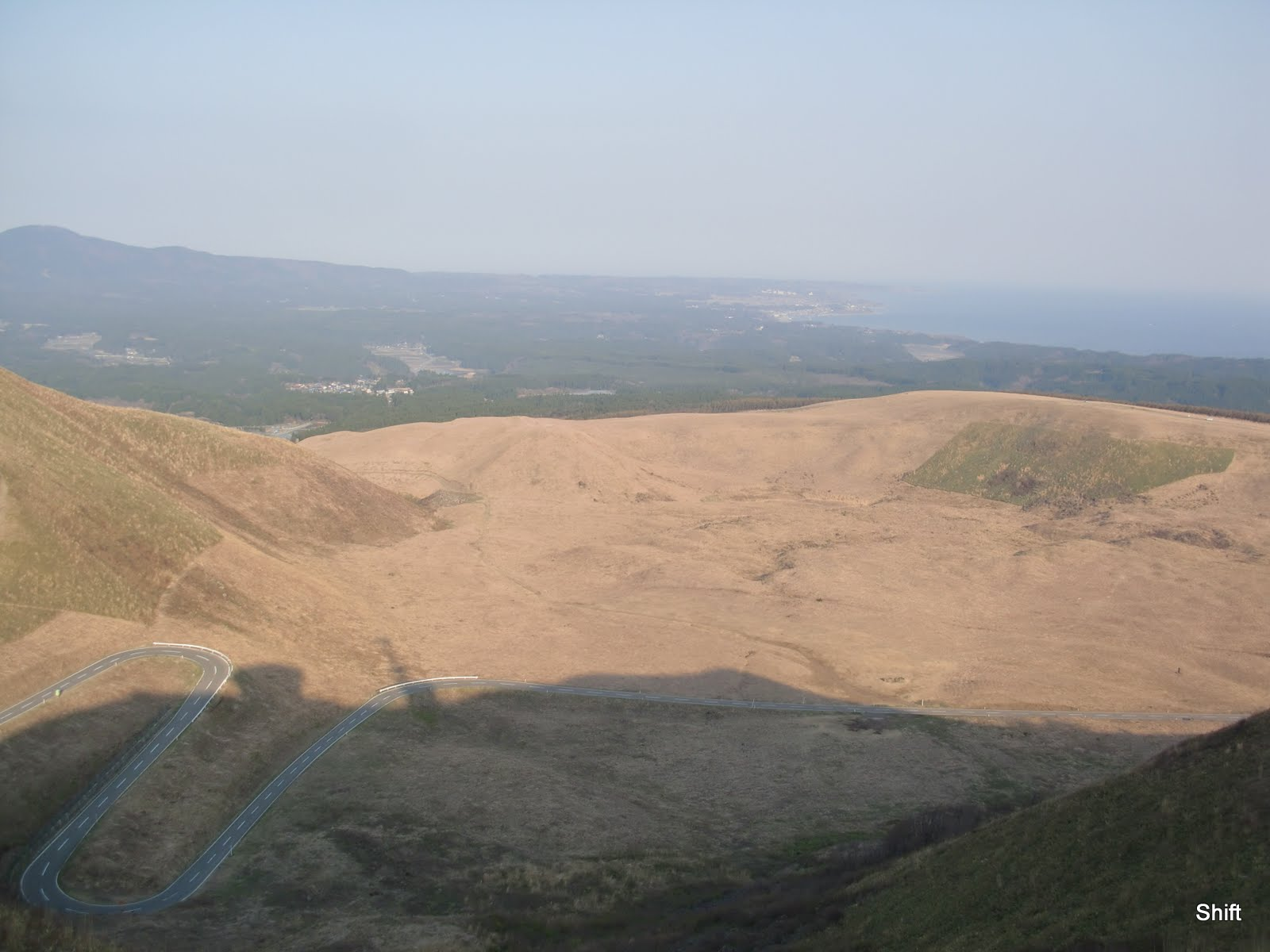
寒風山大噴火口 中央やや左に鬼の隠里がある
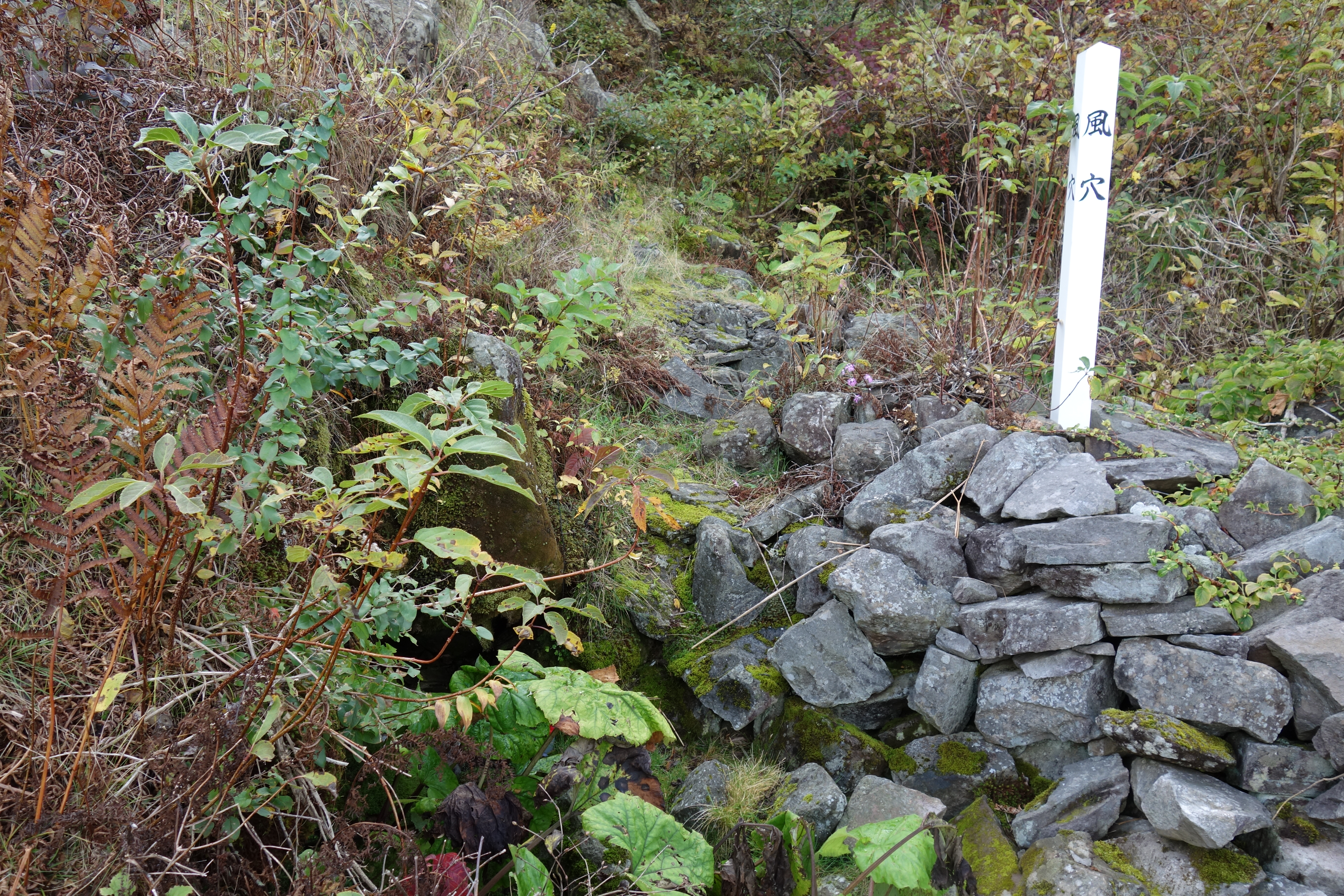
小噴火口内にある風穴 ピンクの花は風穴植物タカネナデシコ